# Christian Hirschbühl
Christian Hirschbühl, född 19 april 1990, är en österrikisk alpin skidåkare som debuterade i världscupen den 17 januari 2015 i Wengen i Schweiz. Hirschbühl ingick i det österrikiska lag som vann silver i lagtävlingen vid världsmästerskapen i alpin skidsport 2019.
Han deltog vid olympiska vinterspelen 2018.